# Simon Mignolet
Simon Luc Hildebert Mignolet, född 6 mars 1988, är en belgisk professionell fotbollsmålvakt som spelar i Club Brugge och för Belgiens landslag.

## Klubbkarriär

### Sint-Truiden
Mignolet föddes i Sint-Truiden, i Belgien. Han började spela med sitt lokala lag Sint-Truiden (som spelar i belgiska ligan) 2004. 2006 blev han förstemålvakt vid en ålder av 18 efter att Dusan Belic lämnat klubben. 2009 spelade han 29 matcher och gjorde 1 mål på straff när Sint Truiden vann Belgiska andraligan. Han blev utsedd till Belgiens bästa målvakt 2010.

### Sunderland
Mignolet anslöt sommaren 2010 till klubben från belgiska Sint-Truiden för 2 miljoner pund och fick göra sin debut några matcher in på säsongen. Han alternerade med skotske målvakten Craig Gordon, men fick efterhand mer och mer speltid och kom de kommande två säsongerna att vara given när han var frisk. Efter att ha haft en väldigt stark säsong 2012/2013 trots att laget nästan åkte ur så blev Mignolet föremål för transferrykten.

### Liverpool
I slutet av juni 2013 bekräftade Liverpool att man värvat Mignolet. Priset uppskattades vara cirka 9 miljoner brittiskapund. Värvningen gjordes trots att Liverpool även hade spanske landslagsreserven Pepe Reina i klubben, och var enligt klubbens manager Brendan Rodgers en nödvändighet för att få en positiv konkurrenssituation på målvaktsposten. Mignolet tilldelades tröja nummer 22 i sin nya klubb. Mignolet valde nummer 22 till sin tröja för att det är hans turnummer.
I sin ligadebut för klubben höll Mignolet nollan, mycket tack vare en sen straffräddning mot Stoke City. Liverpool vann matchen med 1-0.

## Meriter

### Sint-Truiden
- Belgiska andraligan: 2008–09

### Liverpool
- UEFA Champions League: 2019